# ロブチャニ
ロブチャニ (Rovčani) 、ロヴカ（セルビア語キリル文字: Ровца、発音: [rǒvt͡za] ）は、モンテネグロの歴史的部族。
ビエロパブリチ、ピペリ、クチ、ブラトノジチ、モラチャニ（下・上）、ヴァソジェヴィチと並ぶ高地7部族（ブルダ地域）の一つである。彼らが占有していた歴史的な地域はロヴカと呼ばれている。

## 歴史
1768年、ロヴチャニはオスマントルコに攻撃されたビエロパヴリチを助けた。1774年、スクタリのパシャであるメフメト・ブシャトリがクチに侵入し、クチを「破壊」した。ロヴチャニは難民の家族を収容し保護した。1788年、ロシアの女帝エカテリーナの要請で、モンテネグロ人とヘルツェゴビナ人はオスマン帝国に対抗するために武器を持ちました。この要請をロブチャニとモラチャニは喜んで受け入れ、来るべき出来事に備えて火薬と武器を装備しました。しかし、その意図を聞きつけたオスマン帝国は、準備の中心地であるモラチャを先制攻撃した。1794年、クチとロヴチャニはオスマントルコによって壊滅的な打撃を受けた。1796年、ピペリの支援を受けたペタル1世ペトロヴィッチ＝ニェゴシュ大司教率いるモンテネグロ軍は、クルジの戦いでオスマン軍を撃破した。モンテネグロの勝利により領土が拡大し、ビエロパブリチ族とピペリ族がモンテネグロ国家に併合された。ロヴチャニ族は他の高地民族と同様に、その後ますますモンテネグロの王子・司教に傾倒していった。1799年、首都ペタル1世はモラチャニ族とロヴチャニ族に手紙を送り、平和的かつ連帯して生活するように勧告した。
第一次セルビア蜂起(1804–13) では、ドブニャチ、モラチャニ、ロブチャニ、ウスコチ、ピヴリャニがオスマン帝国に反旗を翻し、ヘルツェゴビナの村々を焼き払った。 モラチャ川でオスマン帝国軍が敗北した後、1820年にロフチャ族と下モラチャ族、上モラチャ族がモンテネグロに編入され、ヴァソイェヴィチはさらに後の1858年に編入された。

## 政治
ロブチャニ族は歴史的に自分たちをセルビア人とみなしており、モンテネグロの独立（2006年）を踏まえ、ロブチャ族の族長ニコラ・ミニッチは "ミロ・ジュカノビッチがモンテネグロを分割しようとしたら・・・我々は彼の国に住むのではなく、セルビアと兄弟関係にあり、結束し続けるだろう "と発言しています。

## 人類学
ブラトヴィッチが回想した地元の民間伝承によると、ロヴカ族は最終的にコトル湾のグルバルジ出身のバン(公爵) イリヤーンの子孫である。このイリジャンは、ヴカン大公（r. 1202–04）の娘であり、モラチャ修道院を建てたステファン・ヴカノヴィッチ・ネマンジッチの妹であるジェヴロシマと結婚したと言われています。 イリジャンには、ニクシッチ・ジュパ（郡）のバン・ウグレンと対立していた息子ニクシャがいました。 ニクシャの息子ゴヤクはウグレンを殺害した後、大叔父（または叔父）のステファンによってモラチャ修道院に隠され、その後、彼が亡くなったと信じられているルカビツァ山に隠されました。 ゴジャクには4人の息子がいた：ブラト（その子孫はブラトヴィッチとして知られている）、シェパン（その子孫はシェパノヴィッチとして知られている）、ヴラホ（その子孫はヴラホヴィッチとして知られている）、スレゾイェ（その子孫はスレゾイェヴィッチとして知られている）。
ロヴチャニの他の部分はクネズ (公爵) ボグダン・リェシュニャニンの子孫であり、彼は血の争いのためにチェヴォから逃れ、最初にリェシュ・ナヒヤ(地区) のリイェシュニェの村に定住しました。 Breznoの村（今日はLiješnjeとして知られています）のRovcaになります。これは、オスマン帝国の征服前の 15 世紀前半に起こりました。
すべての Rovca 族は、スラヴァ、聖ルカを祝います。

### 同胞団
- ロフカ
  - ブラトヴィッチ
  - シェパノヴィッチ
  - ヴラホヴィッチ
  - スレゾジェヴィッチ
- ボグダノヴィッチ

## 著名人
祖先による
- 第一次セルビア蜂起の英雄ヴェリコ・ペトロヴィッチ
- Momir Bulatović 、元ユーゴスラビアの政治家、モンテネグロ大統領 (1990-1998) および FR ユーゴスラビア首相 (1998-2000)。祖先による
- パヴレ・ブラトヴィッチ、元ユーゴスラビア内務大臣。祖先によってコラシンで生まれた
- Predrag Bulatović 、モンテネグロの政治家。祖先による
- Miodrag Bulatović 、セルビアおよびモンテネグロの小説家および劇作家。祖先による
- カタリーナ・ブラトビッチ、モンテネグロのハンドボール選手。祖先による
- Anđela Bulatović 、モンテネグロのハンドボール選手。祖先による
- Ivana Bulatović 、モンテネグロのアルペン スキーヤー。祖先による
- Nikola Bulatović 、引退したセルビアとモンテネグロのバスケットボール選手。祖先による
- ヴェリコ・ヴラホヴィッチ、モンテネグロの共産党政治家。祖先による
- Miodrag Vlahović 、モンテネグロの政治家、共産主義者。祖先による
- Miodrag Vlahović (外務大臣), 元駐米モンテネグロ大使。祖先による
- Veselin Vlahović 、モンテネグロの戦争犯罪者。祖先による
- マティヤ・ベチコビッチ、有名なセルビアの作家で詩人。祖先による
- Vlado Šcepanović 、引退したモンテネグロのバスケットボール選手。祖先によってコラシンで生まれた
- Nebojša Bogavac 、引退したモンテネグロのバスケットボール選手。祖先による
- ドラガン・ボガヴァツ、モンテネグロのサッカー選手。祖先による[要出典]
- Avdo Međedović 、モンテネグロのイスラム教徒グスラー、口頭詩人
- マト・ピジュリツァ、セルビア語学者、教授
- Vojislav Šešelj 、ボスニアのセルビア民族主義政治家、作家、弁護士[4]